# Hans-Ulrich Grapenthin
Hans-Ulrich Grapenthin (* 2. září 1943, Wolgast) je bývalý východoněmecký fotbalista.
Hrál na postu brankáře za Carl Zeiss Jena. Byl na OH 1976, kde získal zlato.

## Hráčská kariéra
Hans-Ulrich Grapenthin chytal celou kariéru za FC Carl Zeiss Jena. Jedničkou se v týmu ale stal až v ročníku 1974/75. V roce 1981 hrála Jena finále Poháru vítězů pohárů.
Za Východní Německo hrál 21 zápasů. Byl na OH 1976, kde získal zlato. Jako dvojka za Jürgenem Croyem hrál Grapenthin jen deset minut ve čtvrtfinále proti Francii.

## Úspěchy

### Klub
Carl Zeiss Jena
- DDR-Oberliga (2): 1968, 1970
- FDGB-Pokal (3): 1972, 1974, 1980

### Reprezentace
NDR
- 1. místo na olympijských hrách: 1976

### Individuální
- Fotbalista sezony NDR: 1979/80, 1980/81